# Scotinella sculleni
Scotinella sculleni är en spindelart som först beskrevs av Willis J. Gertsch 1941.  Scotinella sculleni ingår i släktet Scotinella och familjen flinkspindlar. Inga underarter finns listade i Catalogue of Life.